# 사권
사권(私權, 영어: private right)은 사법상 인정되는 권리로서 평등한 입장에서의 사인(私人) 상호간의 법률기준에 있어서의 권리이다. 사권을 국가에 의하여 보장되는 의사력이나 이익이라고 생각할 때 이것은 국가의 법질서, 국가 공공의 이익의 유지와 부합되는 전제에서만 인정된다고 할 수 있다. 따라서 사권은 국가 공공의 이익을 위하여 제한되며, 결코 절대적으로 개인을 위해서만 인정된 것은 아니므로 사권이라는 개념 자체에는 공공의 이익에 의한 제한이 내재하고 있다.

## 사권의 분류

### 이익의 성질에 의한 분류
- 재산권 (물권・채권・무채재산권)
- 비재산권 (인격권・신분권)

### 효력의 범위에 의한 분류
- 절대권(물권)
- 상대권(채권)

### 작용에 의한 분류
- 지배권(물권・무체재산권・인격권)
- 청구권
- 형성권

## 같이 보기
- 공권